# Un jeu interminable
Un jeu interminable (The Long Game) est le septième épisode de la Saison 1 de la seconde série télévisée britannique Doctor Who. Il raconte l'arrivée du Docteur et de ses compagnons dans un satellite de communication, chargé de communiquer les informations au reste de la planète. Diffusé le 7 mai 2005 sur BBC One, l'épisode rassemble près de  8 millions de téléspectateurs au Royaume-Uni.

## Résumé
Le Docteur, Rose et Adam arrivent en l'an 200 000 à l'étage 139 du satellite 5, une station spatiale en orbite autour de la Terre. Le Docteur utilise son tournevis sonique donnant à Adam et Rose un crédit illimité pour acheter à manger pendant qu'il fait le tour de la station. Il rencontre une femme du nom de Cathica, une journaliste qui lui explique que la station est une gigantesque tour de diffusion transmettant des nouvelles un peu partout sur Terre. Pensant qu'il s'agit d'un contrôle, elle leur montre son travail consistant à être connectée à un ordinateur via un port spécial situé dans la tête et de faire transiter les informations à travers son cerveau.
Le Docteur réalise que l'évolution de l'humanité est en retard par rapport à l'histoire, et soupçonne qu'une force maléfique est en train d'empêcher les êtres humains de se développer depuis 90 ans. Il apprend que de temps en temps, les meilleurs éléments sont promus à l'étage 500, d'où personne n'est jamais redescendu. En réalité l'étage 500 est un enfer glacé et les personnes qui y travaillent sont réduites à l'état de zombie par le Rédacteur. Celui-ci détecte une intrusion et tente de découvrir qui est responsable. Il remarque que le Docteur et Rose tentent de pirater le système informatique et les invite à l'étage 500. Ils sont suivis sans le savoir par Cathica. Le Docteur fait la connaissance du rédacteur et de son chef, le Puissant Jagrafess de la Hadrojassic Maxarodenfoe sacrée, une créature gluante qui vit collée au plafond de la station et a besoin du froid pour vivre. Il comprend que le Jagrafess contrôle les humains via le satellite 5 en manipulant les informations.
Pendant ce temps, Adam découvre qu'il peut avoir accès au futur de l'humanité. Il se fait installer une puce neuronale et passe un appel dans le passé, son but étant d'en apprendre le maximum sur les technologies du futur afin de pouvoir les revendre lorsqu'il sera dans le présent. Pendant qu'il télécharge des informations, le Jagrafess contrôle son esprit et apprend la vérité sur le Docteur, les Seigneurs du temps et le TARDIS. Par chance, Cathica qui a entendu toute la conversation, pirate le système via sa propre puce et détraque le système de refroidissement, afin de tuer le Jagrafess. Le Jagrafess et le rédacteur s'entre-tuent. L'humanité peut de nouveau continuer son développement.
Le Docteur ramène Adam dans le présent, détruit les informations qu'il avait téléchargées et l'informe qu'il ne sera plus jamais admis dans le TARDIS.

## Distribution
- Christopher Eccleston : Le Docteur
- Billie Piper : Rose Tyler
- Bruno Langley : Adam Mitchell
- Colin Prockter : Le Chef
- Anna Maxwell-Martin : Suki
- Christine Adams : Cathica Santini Khadeni
- Simon Pegg : Rédacteur
- Tamsin Greig : Infirmière
- Judy Holt : Mère d'Adam

## Production

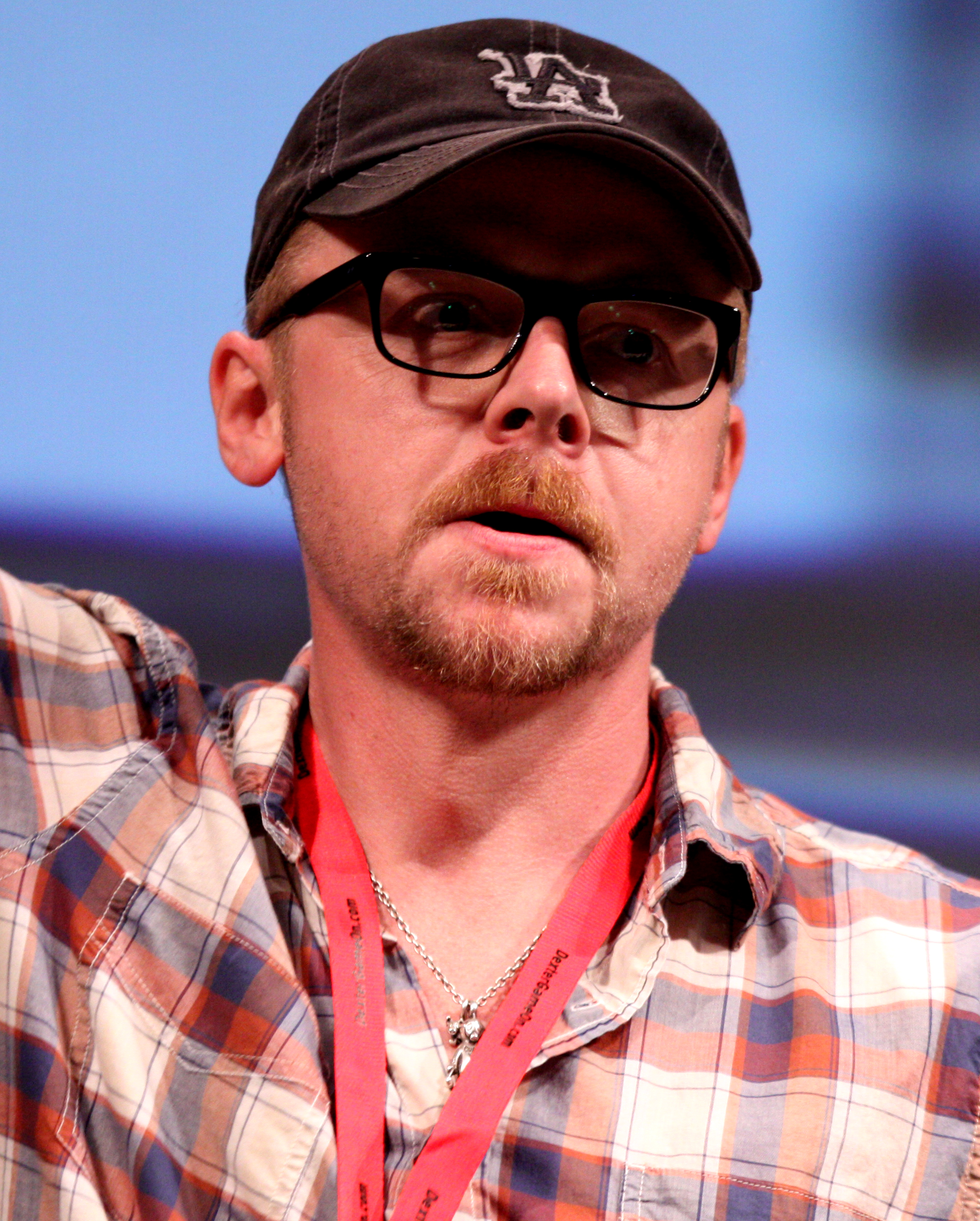
L'épisode a pour antagoniste l'acteur Simon Pegg qui dit avoir adoré jouer un méchant.